# موراي كوشنر
موراي كوشنر (بالإنجليزية: Murray Kushner)‏ هو شخصية أعمال أمريكي، ولد في 1951 في نيوجيرسي في الولايات المتحدة.